# 1603 na ciência
O ano de 1600 na ciência e tecnologia incluiu alguns eventos significativos, listados abaixo.

## Astronomia
- Johann Bayer publica o atlas estelar Uranometria.[1]

## Exploração
- É fundada a primeira colónia francesa na América do Norte, Acádia.

## Geral
- Accademia dei Lincei, a mais antiga academia científica do mundo é fundada em Roma por Federico Celesi.[2]

## Medicina
- Girolamo Fabrici estuda as veias da perna e nota que possuem válvulas que apenas permitem o fluxo de sangue em direcção ao coração.[3]

## Nascimentos
| Data | Nome        | Profissão  | Nacionalidade | Observações | Ref |
| ---- | ----------- | ---------- | ------------- | ----------- | --- |
| ??   | Abel Tasman | explorador | Países Baixos | m. 1659     |     |

## Mortes
| Data           | Nome           | Profissão  | Nacionalidade | Observações | Ref   |
| -------------- | -------------- | ---------- | ------------- | ----------- | ----- |
| 13 de dezembro | François Viète | matemático | França        | n. 1540     | [ 4 ] |